# 愚直師侃
愚直師侃（ぐちょく しかん）は、鎌倉時代の臨済宗の僧。

## 経歴・人物
京都東福寺の東山湛照の室に入り、その法を嗣ぐ。永仁年間、渡元し、帰国後は京都円通寺、三聖寺の住持を歴任した。